# 16 de junio
El 16 de junio es el 167.º (centésimo sexagésimo séptimo) día del año en el calendario gregoriano y el 168.º en los años bisiestos. Quedan 198 días para finalizar el año.

## Acontecimientos
- 221: el emperador Heliogábalo adopta como hijo a Alejandro Severo, y lo nombra César como su sucesor legítimo.
- 363: el emperador romano Juliano el Apóstata regresa del río Tigris y quema su flota. Durante su retirada, las fuerzas romanas sufren diferentes ataques de los persas.
- 632: en Persia, Yazdgerd III es coronado el último emperador sasánida antes de la conquista musulmana, y ese año es el primero del calendario zoroástrico.
- 1456: en Madrid (España), el rey Enrique IV de Castilla otorga la Carta de Privilegio a la villa de Estepona (en Málaga).
- 1487: en East Stoke (Inglaterra) se libra la batalla de Stoke Field, la última de la Guerra de las Dos Rosas.
- 1615: en Vrindávana (India), el escritor bengalí Krisnadás Kavirás Gosuami (1496-1588) termina de escribir el Chaitania-charita-amrita, una hagiografía del santón Chaitania (1486-1534).
- 1745: en la actual Nueva Escocia (Canadá) ―en el marco de la guerra de sucesión austríaca― tropas británicas al mando de William Pepperell capturan la fortaleza francesa de Louisbourg (en la isla de cabo Bretón).
- 1779: España le declara la guerra a Gran Bretaña. Comienza el sitio de Gibraltar.
- 1805: en los departamentos del Tolima y Cundinamarca (Colombia) sucede un fuerte terremoto de 6,2 en la escala de Richter.
- 1815: dos días antes de la batalla de Waterloo, se libran las batallas de Ligný y la de Quatre Bras.
- 1816: Lord Byron escribe Fantasmagoriana a sus cuatro invitados a Villa Diodati, Percy Shelley, Mary Shelley, Claire Clairmont y John Polidori, e inspira su reto a que cada invitado escribiera una historia de miedo, que culmina con el escrito de Mary Shelley Frankenstein, John Polidori escribiendo el cuento El vampiro y Byron su poema Darkness.
- 1823: en la Federación de México se funda el estado de Jalisco[1][2]
- 1846: en Roma (Italia), Giovanni María Mastai Ferretti es elegido papa, adoptando el nombre de Pío IX.
- 1858: en el marco de la Rebelión en la India de 1857 comienza la batalla de Morar.
- 1897: se firma el tratado por el cual Estados Unidos se anexa Hawái.
- 1903: en Detroit (Estados Unidos) se funda la compañía Ford Motor Company.
- 1904: en Dublín, el escritor irlandés James Joyce comienza su relación con Nora Barnacle. Años después utilizará esta fecha como la del día en que transcurre su novela más conocida, Ulises.
- 1904: Eugen Schauman asesina Nikolai Bobrikov, gobernador general de Finlandia.
- 1911: en Kilbourn (Wisconsin), cae un meteorito de piedra de 772 gramos, destruyendo un establo.
- 1911: nace IBM como una empresa de Computación-Tabulación-Grabación en Endicott (Nueva York).
- 1918: la Declaración a los Siete fue un documento escrito por el diplomático británico sir Henry McMahon a siete sirios notables.
- 1922: en Irlanda se celebran elecciones: el Sinn Féin gana con una amplia mayoría.
- 1928: en Colombia ocurre la Explosión del barco cañonero Hércules de la Armada Nacional, barco insignia en la última guerra civil, donde mueren 51 marineros y oficiales
- 1940: en Francia, el mariscal Philippe Pétain pide un armisticio a los nazis alemanes.
- 1940: en Lituania se instaura un gobierno comunista.
- 1940: Segunda Guerra Mundial: el mariscal Henri Philippe Pétain se convierte en jefe de Estado de la Francia de Vichy.
- 1950: Apertura del Estadio Maracana de Río de Janeiro para la cuarta edición del campeonato mundial de fútbol masculino organizado por la FIFA dónde la selección de Uruguay gana su segundo campeonato mundial.
- 1950: Primer vuelo del caza reactor argentino I.Ae. 33 Pulqui II diseñado por el ingeniero alemán Kurt Tank. Equipado con un turborreactor Rolls-Royce Nene de 2.300 kilogramos de empuje, alcanza una velocidad 1040 km/h. Piloto: capitán Edmundo Osvaldo Weiss.
- 1951: Desembarco del primer contingente de 1060 soldados colombianos en la ciudad de Pusán, en Corea del Sur para participar en la guerra de Corea.
- 1955: en Buenos Aires (Argentina), la Armada Argentina bombardeó la Plaza de Mayo (la principal de la ciudad) en un frustrado intento de golpe de Estado contra el presidente Juan Domingo Perón. Dejó un saldo de más de 300 muertos y unos 2000 heridos.
- 1956: en el atolón Enewetak, Estados Unidos detona la bomba atómica Osage (nombre de una etnia de nativos americanos), de 365 kt, la 10.ª de las 17 de la operación Redwing.
- 1958: Imre Nagy, Pál Maléter y otro líderes del Revolución húngara de 1956 son ejecutados.
- 1960: se estrena la película Psicosis, de Alfred Hitchcock.
- 1961: en el aeropuerto Le Bourget, en París (Francia), el bailarín de ballet soviético Rudolf Nuréyev deserta de su país.
- 1963: Valentina Tereshkova se convierte en la primera mujer cosmonauta de la historia, al participar en la misión Vostok 6.
- 1976: se producen los disturbios de Soweto (Sudáfrica), realizados por jóvenes de raza negra contra las autoridades sudafricanas con el fin de oponerse a las políticas educativas instauradas por el gobierno del Partido Nacional durante el régimen del apartheid. Al final del día, el Gobierno sudafricano había matado a 566 niños y uno de los primeros de los cuales fue Hector Pieterson.
- 1978: en Estados Unidos se estrena la película Grease.
- 1983: en la Unión Soviética, Yuri Andrópov es nombrado presidente.
- 1986: en Santiago de Chile, atentado con bomba en el Metro de Santiago, en las estaciones Los Héroes y Tobalaba, dejando un muerto y siete personas heridas.
- 1989: en Budapest (Hungría) durante la conmemoración del  31 aniversario de la ejecución de Imre Nagy y de otros mártires de la Revolución húngara de 1956, Viktor Orbán pronuncia un discurso  exigiendo tanto elecciones libres como  la retirada de las tropas de la Unión Soviética.
- 1995: en Budapest (Hungría), el Comité Olímpico Internacional (COI) elige a Salt Lake City sede de los Juegos Olímpicos de Invierno de 2002.
- 1997: en Argelia son asesinadas unas 50 personas en la masacre de Dairat Labguer.
- 1999: en Sudáfrica Thabo Mbeki es elegido presidente.
- 2002: en la Ciudad del Vaticano es canonizado el padre Pio de Pietrelcina.
- 2011: Italia reabre la Torre de Pisa después de 10 años de trabajo para su consolidación.
- 2015: Donald Trump se postula para las Elecciones presidenciales de Estados Unidos de 2016.
- 2019: se produce un apagón eléctrico histórico en varios países de América del Sur, originado en Argentina, que afectó por completo a su territorio nacional (excepto Tierra de Fuego), a Uruguay y Paraguay.

## Nacimientos
- 1139: Konoe, emperador japonés (f. 1155).
- 1313: Giovanni Boccaccio, escritor y humanista italiano (f. 1375).
- 1583: Axel Oxenstierna, estadista sueco (f. 1654).
- 1612: Murad IV, sultán otomano (f. 1640).
- 1644: Enriqueta Ana Estuardo, noble británica (f. 1670).
- 1749: Gottlieb Conrad Christian Storr, médico y naturalista alemán (f. 1821).
- 1752: Salavat Yuláyev, escritor y poeta ruso (f. 1800).
- 1794: María Trinidad Sánchez, activista y luchadora por la independencia dominicana (f. 1845).
- 1792: Thomas Mitchell, explorador australiano (f. 1855).
- 1793: Diego Portales, político chileno (f. 1837).
- 1801: Julius Plücker, matemático y físico alemán (f. 1868).
- 1821: Tom Morris, Sr., golfista escocés (f. 1908).
- 1826: Constantin von Ettingshausen, geólogo y botánico austriaco (f. 1897).
- 1827: Élie Reclus, etnógrafo y anarquista francés (f. 1904).

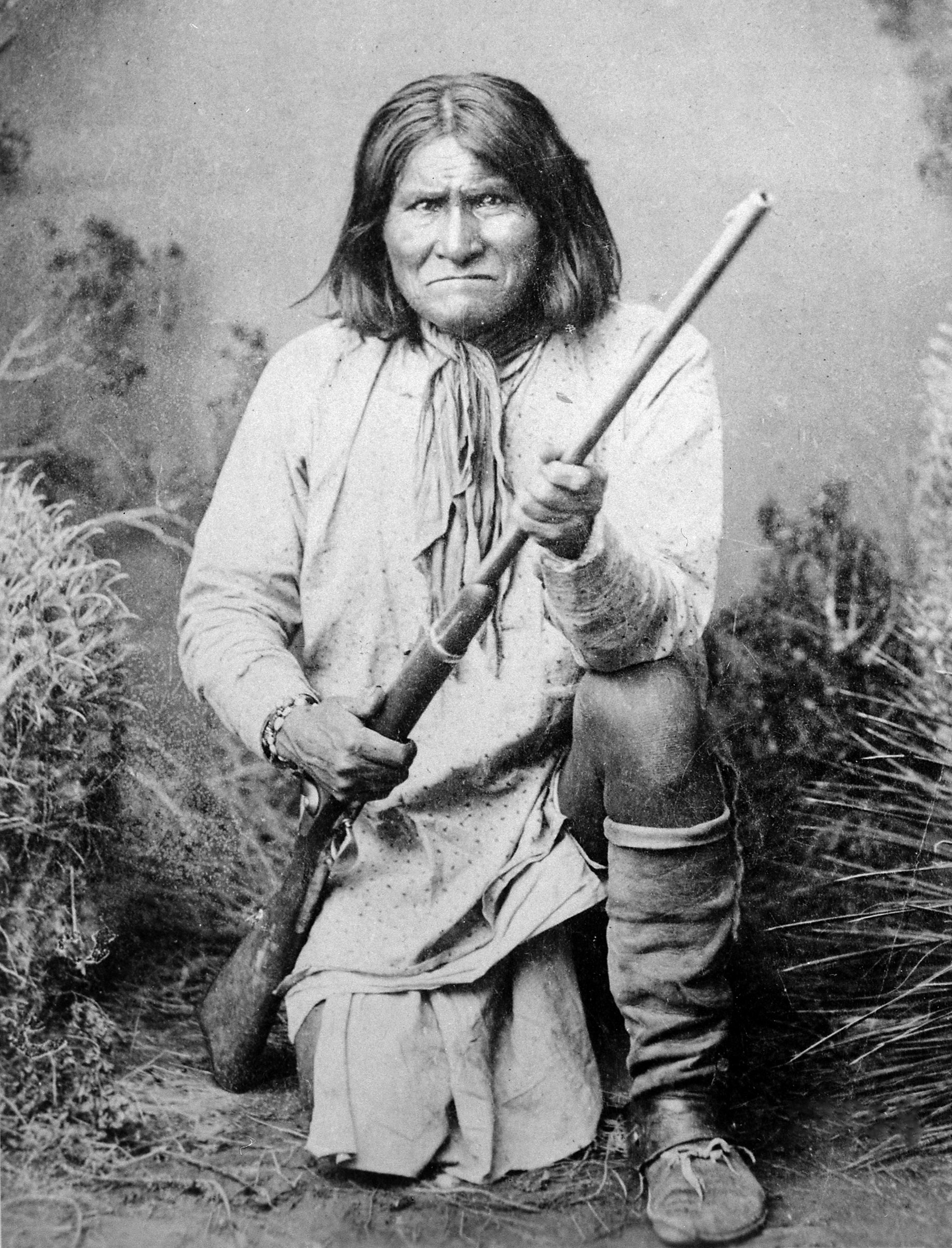
Gerónimo

- 1829: Gerónimo, jefe indígena norteamericano (f. 1909).
- 1836: Wesley Merritt, general estadounidense (f. 1910).
- 1837: Ernst Laas, filósofo alemán (f. 1885).
- 1848: Francisco María de la Cruz Jordan, sacerdote católico alemán y fundador de la Sociedad del Divino Salvador (f. 1918).
- 1858: Gustavo V de Suecia (f. 1950).
- 1861: Ludwig Eduard Fischer, botánico suizo (f. 1939).
- 1863: Francisco León de la Barra, político mexicano (f. 1939).
- 1863: Arturo Michelena, pintor venezolano (f. 1898).
- 1866: Joaquín Clausell, pintor mexicano (f. 1935).
- 1866: Juan F. Muñoz y Pabón, escritor y religioso español (f. 1920).
- 1874: Arthur Meighen, político y primer ministro canadiense (f. 1960).
- 1875: Luis Garrido Juaristi, político español (f. 1940).
- 1875: José Martínez de Velasco, abogado y político español (f. 1936).
- 1879: Gustavo Ross, político y financiero chileno (f. 1961).
- 1887: Silvio Pettirossi, pionero de la aviación paraguayo (f. 1916).
- 1888: Alexander Friedmann, físico y matemático ruso (f. 1925).

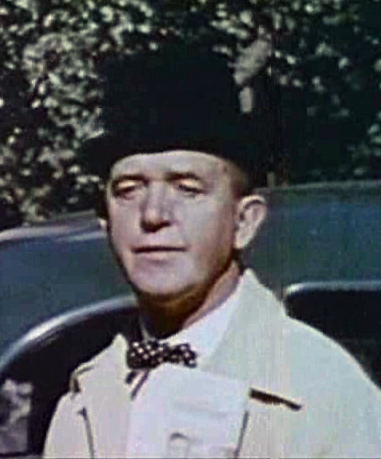
Stan Laurel

- 1890: Stan Laurel, El Flaco, actor británico de cine cómico, del dúo El Gordo y el Flaco (f. 1965).
- 1892: Josep Llorens i Artigas, ceramista español (f. 1980).
- 1892: Lupino Lane, actor británico (f. 1959).
- 1894: José Amalfitani, dirigente deportivo argentino (f. 1969).
- 1894: Norman Kerry, actor estadounidense (f. 1956).
- 1894: Fiódor Tolbujin, militar soviético (f. 1949).
- 1896: Murray Leinster, escritor estadounidense (f. 1976).
- 1897: Elaine Hammerstein, actriz estadounidense (f. 1948).
- 1897: Georg Wittig, químico alemán (f. 1987).
- 1901: Henri Lefebvre, filósofo francés (f. 1991).
- 1902: George Gaylord Simpson, paleontólogo estadounidense (f. 1984).
- 1902: Barbara McClintock, genetista estadounidense, premio nobel de medicina en 1983 (f. 1992).
- 1903: Helen Traubel, soprano estadounidense (f. 1972).
- 1907: Jack Albertson, actor estadounidense (f. 1981).
- 1909: Willi Boskovsky, violinista y director de orquesta austríaco (f. 1991)
- 1910: Juan Velasco Alvarado, presidente peruano entre 1968 y 1975 (f. 1977).
- 1912: Enoch Powell, político británico (f. 1998).
- 1915: Mariano Rumor, político italiano (f. 1990).
- 1915: John Tukey, matemático estadounidense (f. 2000).
- 1917: Phaedon Gizikis, general griego, presidente de Grecia (f. 1999).
- 1917: Katharine Graham, editora del Washington Post y Newsweek (f. 2001).
- 1917: Fiódor Dyachenko, francotirador soviético (f. 1995).
- 1917: Irving Penn, fotógrafo estadounidense (f. 2009).
- 1920: John Howard Griffin, periodista estadounidense (f. 1980).
- 1920: José López Portillo, presidente mexicano entre 1976 y 1982 (f. 2004).
- 1920: Hemanta Kumar Mukhopadhyay, músico indio (f. 1989).
- 1922: Wayne Mixson, político estadounidense (f. 2020).
- 1922: Frances Rafferty, actriz estadounidense (f. 2004).
- 1923: Ron Flockhart, piloto británico de automovilismo (f. 1962).
- 1924: Faith Domergue, actriz estadounidense (f. 1999).

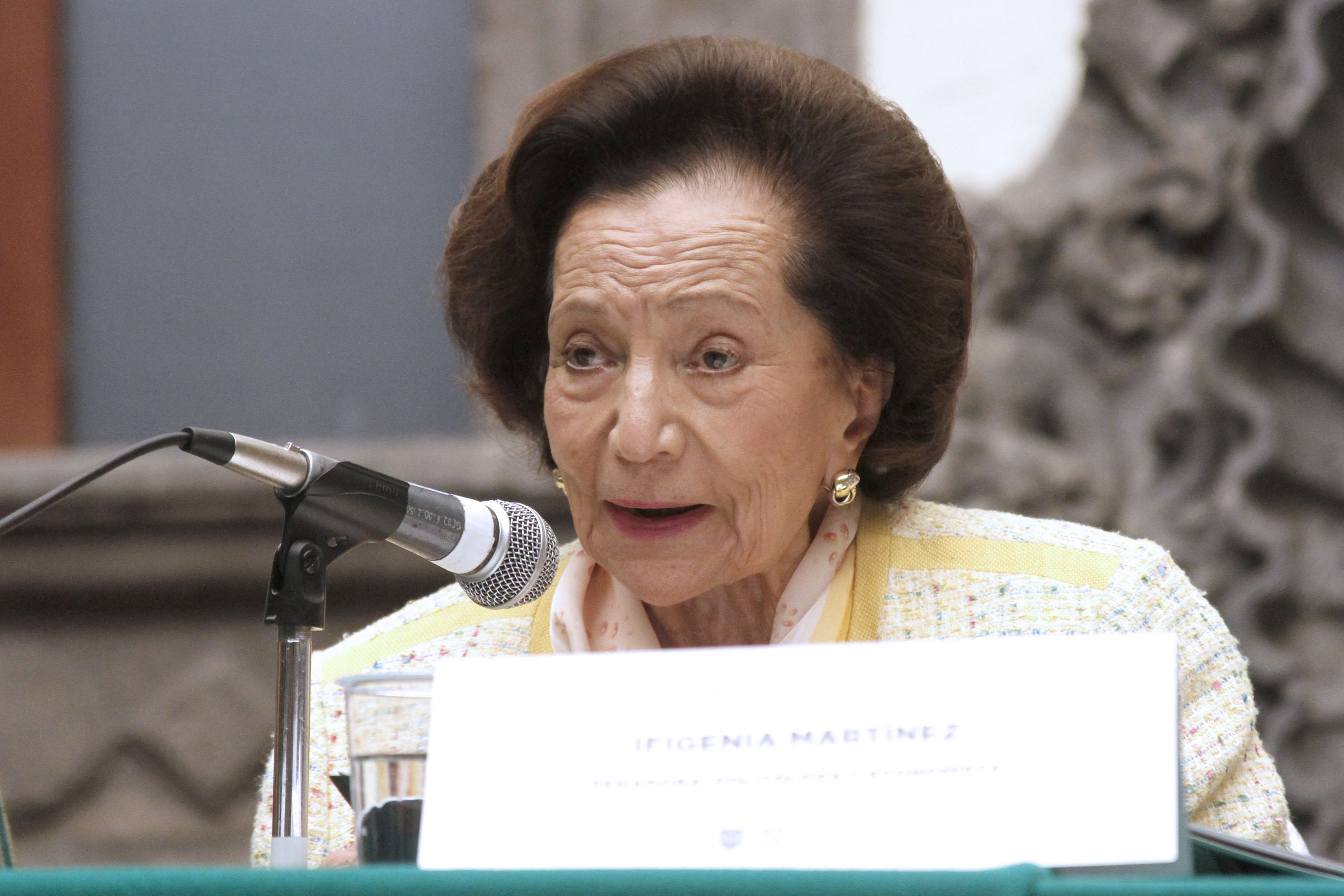
Ifigenia Martínez

- 1925: Argelio García Rodríguez, humorista cubano (f. 1992).
- 1925: Ifigenia Martínez, política, economista, catedrática y diplomática mexicana (f. 2024).
- 1925: Östen Sjöstrand, escritor sueco (f. 2006).
- 1925: Rosa Wunder, actriz peruana (f. 2011).
- 1926: Efraín Ríos Montt, militar y político guatemalteco, presidente de Guatemala entre 1981 y 1982 (f. 2018).
- 1928: Annie Cordy, cantante y actriz belga (f. 2020).
- 1928: Sergiu Comissiona, director de orquesta rumano-israelí (f. 2005)
- 1929: Antonio Pérez Crespo, político español (f. 2012).
- 1930: Mike Sparken, piloto de automovilismo francés (f. 2012).
- 1932: Marosa di Giorgio, escritora uruguaya (f. 2004).
- 1934: Leonor González Mina, fue una cantante, actriz, folclorista y exrepresentante a la Cámara afrocolombiana, conocida como La Negra Grande de Colombia. (f. 2024).
- 1934: William Sharpe, investigador estadounidense, premio nobel de economía en 1990.
- 1934: Bill Cobbs, actor estadounidense (f. 2024).
- 1935: Jim Dine, pintor estadounidense.
- 1937: Erich Segal, escritor estadounidense (f. 2010).
- 1937: Simeón de Sajonia-Coburgo-Gotha, rey búlgaro.
- 1938: Torgny Lindgren, escritor sueco (f. 2017).
- 1938: Joyce Carol Oates, escritora estadounidense.Giacomo Agostini

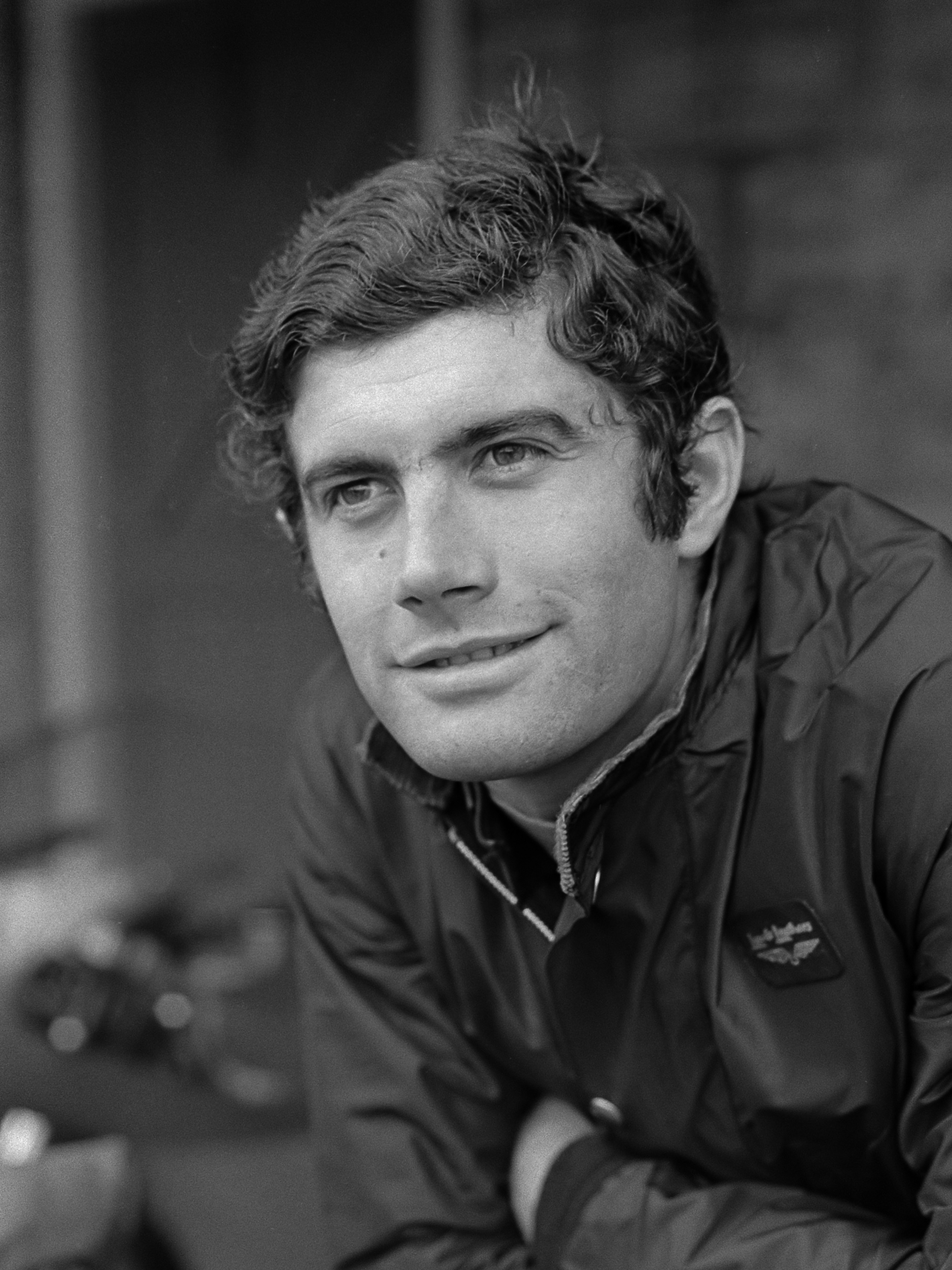
Giacomo Agostini

- 1938: Jaime Tohá, político chileno.
- 1940: Ludovic Booz, escultor y pintor haitiano (f. 2015).
- 1940: César Pérez de Tudela, alpinista español.
- 1942: Jaime Morey, fue un cantante y productor musical español, representante de España en el Festival de Eurovisión 1972.(f. 2015).
- 1942: Giacomo Agostini, piloto de motociclismo italiano.
- 1943: Joan Van Ark, actriz estadounidense.
- 1944: Henri Richelet, pintor francés (f. 2020).
- 1946: Rick Adelman, jugador estadounidense de baloncesto.
- 1946: Gérard Grisey, compositor francés (f. 1998).
- 1946: Mark Ritts, actor estadounidense (f. 2009).
- 1947: Fernando Ónega, periodista español.
- 1948: Leopoldo María Panero, escritor español (f. 2014).
- 1949: Jairo, cantante argentino.
- 1950: Emilio José, cantante español
- 1950: Mithun Chakraborty, actor indio.

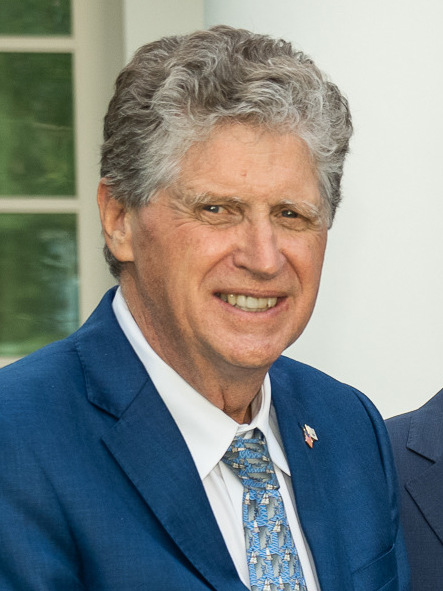
Dan McKee

- 1951: Charlie Dominici, músico estadounidense, de las bandas Dream Theater y Dominici.
- 1951: Roberto Mano de Piedra Durán, boxeador panameño.
- 1951: Tití Fernández, periodista deportivo argentino.
- 1951: Dan McKee, empresario y político estadounidense, Gobernador de Rhode Island desde 2021.
- 1952: Jerry Hadley, tenor estadounidense (f. 2007).
- 1952: Salvador Pineda, actor mexicano de cine, televisión y teatro.
- 1952: Yorgos Papandréu, político griego.
- 1952: Gino Vannelli, músico canadiense.
- 1953: María Graña, cantante argentina de tangos.
- 1955: Iván Márquez, guerrillero, senador y disidente colombiano (f. 2023).
- 1955: Laurie Metcalf, actriz estadounidense.
- 1956: Mesrob II Mutafyan de Constantinopla, arzobispo turco (f. 2019).
- 1957: Jordi Hurtado, presentador de televisión español.
- 1958: Darrell Griffith, jugador de baloncesto estadounidense.
- 1958: Nicolás Redondo Terreros, político español.
- 1958: Jóhannes Helgason, guitarrista y piloto islandés.
- 1959: Javier Lombardo, actor argentino.
- 1959: The Ultimate Warrior, luchador profesional estadounidense (f. 2014).
- 1962: Patrick Ericson, escritor español.
- 1962: Femi Kuti, cantante nigeriano.
- 1962: Arnold Vosloo, actor sudafricano.
- 1963: Jim Fullington, luchador profesional estadounidense.
- 1964: Néstor de Vicente, futbolista argentino (f. 2011).
- 1965: Andrea M. Ghez, astrónoma estadounidense.
- 1965: Don Jediondo (Pedro Antonio González), humorista colombiano.
- 1966: Jan Železný, atleta checo
- 1968: Germán Martitegui, chef argentino.
- 1968: James Patrick Stuart, actor estadounidense.
- 1968: Darío Sztajnszrajber, filósofo y conductor televisivo argentino.
- 1969: Juan Carlos Rodríguez Agudelo, militar, criminal y paramilitar colombiano (f. 2024).
- 1970: Clifton Collins Jr., actor estadounidense.
- 1970: Cobi Jones, futbolista estadounidense.
- 1970: Phil Mickelson, golfista estadounidense.
- 1971: Tupac Shakur, rapero estadounidense (f. 1996).
- 1972: John Cho, actor surcoreano nacionalizado estadounidense.
- 1972: Horacio Cambeiro, periodista argentino nacionalizado estadounidense.
- 1972: Andy Weir, escritor de ciencia ficción e ingeniero informático estadounidense.
- 1973: Eddie Cibrian, actor estadounidense.
- 1973: Nikos Machlas, futbolista griego.
- 1975: Anthony Carter, jugador de baloncesto estadounidense.
- 1976: Giovanni Hernández, futbolista colombiano.
- 1976: Edwin Tenorio, futbolista ecuatoriano.
- 1978: Daniel Brühl, actor hispano-alemán.
- 1978: Jasmine Leong, cantante china.
- 1979: Patricio Fontanet, cantante argentino, de la banda Callejeros.
- 1980: Brandon Armstrong, jugador estadounidense de baloncesto.
- 1980: Cristian Campestrini, futbolista argentino.
- 1980: Daré Nibombé, futbolista togolés.
- 1980: Martin Stranzl, futbolista austríaco.
- 1980: Sibel Kekilli, actriz alemana.
- 1981: Benjamin Becker, tenista alemán.
- 1981: Ben Kweller, cantante estadounidense, de las bandas Radish y The Bens.
- 1981: Sébastien Roudet, futbolista francés.
- 1981: Brigham Doane, luchador profesional estadounidense.
- 1981: Annika Blendl, actriz alemana.
- 1981: Rahul Nambiar, cantante indio.
- 1981: Abdou Issoufou Amadou, taekwondista nigerino.
- 1981: Cristóbal Labra Bassa, político y alcalde chileno.
- 1981: Derlis Cardozo, futbolista paraguayo.
- 1982: Matt Costa, músico estadounidense.
- 1982: Franco Peppino, futbolista argentino.
- 1982: Missy Peregrym actriz y modelo canadiense.
- 1982: Albert Rocas, balonmanista español.
- 1982: Jorge Azanza, ciclista español.
- 1983: Armend Dallku, futbolista albanés.
- 1983: Verónica Echegui, actriz española.
- 1983: Vitali Popkov, ciclista ucraniano.
- 1983: Bartłomiej Jaszka, balonmanista polaco.
- 1984: Steven Whittaker, futbolista escocés.
- 1986: Cristian Manuel Chávez, futbolista argentino.
- 1986: Urby Emanuelson, futbolista neerlandés.
- 1986: Fernando Muslera, futbolista uruguayo.
- 1987: Kelly Blatz, actor estadounidense.
- 1987: Diana DeGarmo, actriz y cantante estadounidense.
- 1987: Per Ciljan Skjelbred, futbolista noruego.
- 1987: Federico Dionisi, futbolista italiano.
- 1988: Keshia Chanté, cantante y actriz canadiense.
- 1988: Fátima Torre, actriz salvadoreña.
- 1989: Odion Jude Ighalo, futbolista nigeriano.
- 1989: Exequiel Antonio Stocco, cantante de Pasado Verde
- 1989: Shyla Jennings, actriz pornográfica alemana de origen estadounidense.
- 1989: Xuso Jones, cantante español.
- 1989: Andrea Palini, ciclista italiano.
- 1990: John Newman, cantante británico.
- 1990: Maikel Kieftenbeld, futbolista neerlandés.
- 1993: Park Bo-gum, actor, modelo y presentador surcoreano.
- 1993: José Carlos Pinto, futbolista guatemalteco.
- 1993: Simon Kroon, futbolista sueco.
- 1994: Caitlyn Taylor Love, actriz y cantante estadounidense.
- 1995: Joseph Schooling, nadador singapurense.
- 1995: Baptiste Guillaume, futbolista belga.
- 1995: Mattia Zaccagni, futbolista italiano.
- 1996: Kanta Satō, actor japonés.
- 1996: Janina Hettich, biatleta alemana.
- 1996: Nathan Hales, tirador británico.
- 1996: Deiby Flores, futbolista hondureño.
- 1997: Jean-Kévin Augustin, futbolista francés.
- 1997: Jiang Xuke, remero chino.
- 1997: Kosuke Saito, futbolista japonés.
- 1997: Juan Caviglia, futbolista argentino.
- 1997: Agustín Heredia, futbolista argentino.
- 1997: Ander El Haddadi, futbolista hispano-marroquí.
- 1997: Paulina Dudek, futbolista polaca.
- 1997: Igor Marcondes, tenista brasileño.
- 1997: Guram Papidze, rugbista georgiano.
- 1997: Miren Lazkano, piragüista española.
- 1998: Lauren Taylor, actriz estadounidense.
- 1998: Ritsu Dōan, futbolista japonés.
- 1998: Maddie Musselman, waterpolista estadounidense.
- 1998: Alberto Ocejo, futbolista mexicano.
- 1998: Ingrid Neel, tenista estadounidense.
- 1998: Kim Busch, nadadora neerlandesa.
- 1998: Alexander Cepeda, ciclista ecuatoriano.
- 1998: Íñigo Sainz-Maza, futbolista español.
- 1998: Bilal Çiloğlu, yudoca turco.
- 1998: Antón Escobar, futbolista español.
- 1998: Pimpichaya Kokram, voleibolista tailandesa.
- 1998: Adrián Thiam Creus, boxeador español.
- 1998: Karman Thandi, tenista india.
- 1998: Remy Martin, baloncestista estadounidense.
- 1998: Alek Jacob, beisbolista estadounidense.
- 1999: Alvis Jaunzems, futbolista letón.
- 1999: Unai Arietaleanizbeaskoa, futbolista español.
- 1999: Bastián Solano, futbolista chileno.
- 2000: Bianca Andreescu, tenista canadiense.
- 2000: C. J. Elleby, baloncestista estadounidense.
- 2000: Fan Chengcheng, actor y cantante chino.
- 2000: Hachem Selami, yudoca tunecino.
- 2000: Mariah Holguin, yudoca estadounidense.
- 2000: Ye Yifei, piloto de automovilismo chino.
- 2000: Andrei Grytsak, baloncestista ucraniano.
- 2000: Valentina Figuera, modelo y reina de belleza venezolana.
- 2000: Sævar Atli Magnússon, futbolista islandés.
- 2001: Victor Martins, piloto de automovilismo francés.
- 2005: Milton Delgado, futbolista argentino.

## Fallecimientos
- 956: Hugo el Grande, noble francés (n. 898).
- 1185: Riquilda de Polonia, reina consorte de León (n. 1140).
- 1468: Jean Le Fèvre, cronista burgundio (n. 1395).
- 1622: Christian de Brunswick, líder militar protestante alemán (n. 1599).
- 1622: Alexander Seton, abogado, juez y político escocés (n. 1555)
- 1666: Richard Fanshawe, diplomático, traductor, poeta e hispanista británico (n. 1608).
- 1671: Stenka Razin, líder rebelde cosaco (n. 1630).
- 1707: María de Nemours, aristócrata francesa (n. 1625).
- 1722: John Churchill, general y estadista británico (n. 1650).
- 1742: Luisa Isabel de Orleans, aristócrata española, esposa del rey Luis I en el año 1724 (n. 1709).
- 1752: Giulio Alberoni, político italiano, ministro plenipotenciario de Felipe V (n. 1664).
- 1752: Joseph Butler, filósofo británico (n. 1692).
- 1811: Magdalena Ortega de Nariño, fue una dama colombiana nacida en Santafé de Bogotá, Esposa del líder independentista Antonio Nariño (n. 1762).
- 1824: Charles-François Lebrun, político francés (n. 1739).
- 1858: John Snow, médico británico (n. 1813).
- 1878: Crawford W. Long, médico estadounidense, primer anestesiólogo occidental (n. 1815).
- 1881: Marie Laveau, practicante vudú estadounidense (n. 1801).
- 1899: Lucas García Cardona, maestro de obras español (n. 1847).
- 1902: Ernst Schröder, matemático alemán (n. 1841).
- 1904: Eugen Schauman, activista nacionalista finlandés (n. 1875).
- 1937: Don Marquis, escritor y humorista estadounidense (n. 1878).
- 1939: Chick Webb, batería estadounidense (n. 1905).
- 1940: DuBose Heyward, escritor estadounidense (n. 1885).
- 1940: Ray Strachey, ensayista, biógrafa y sufragista británica (n. 1887).

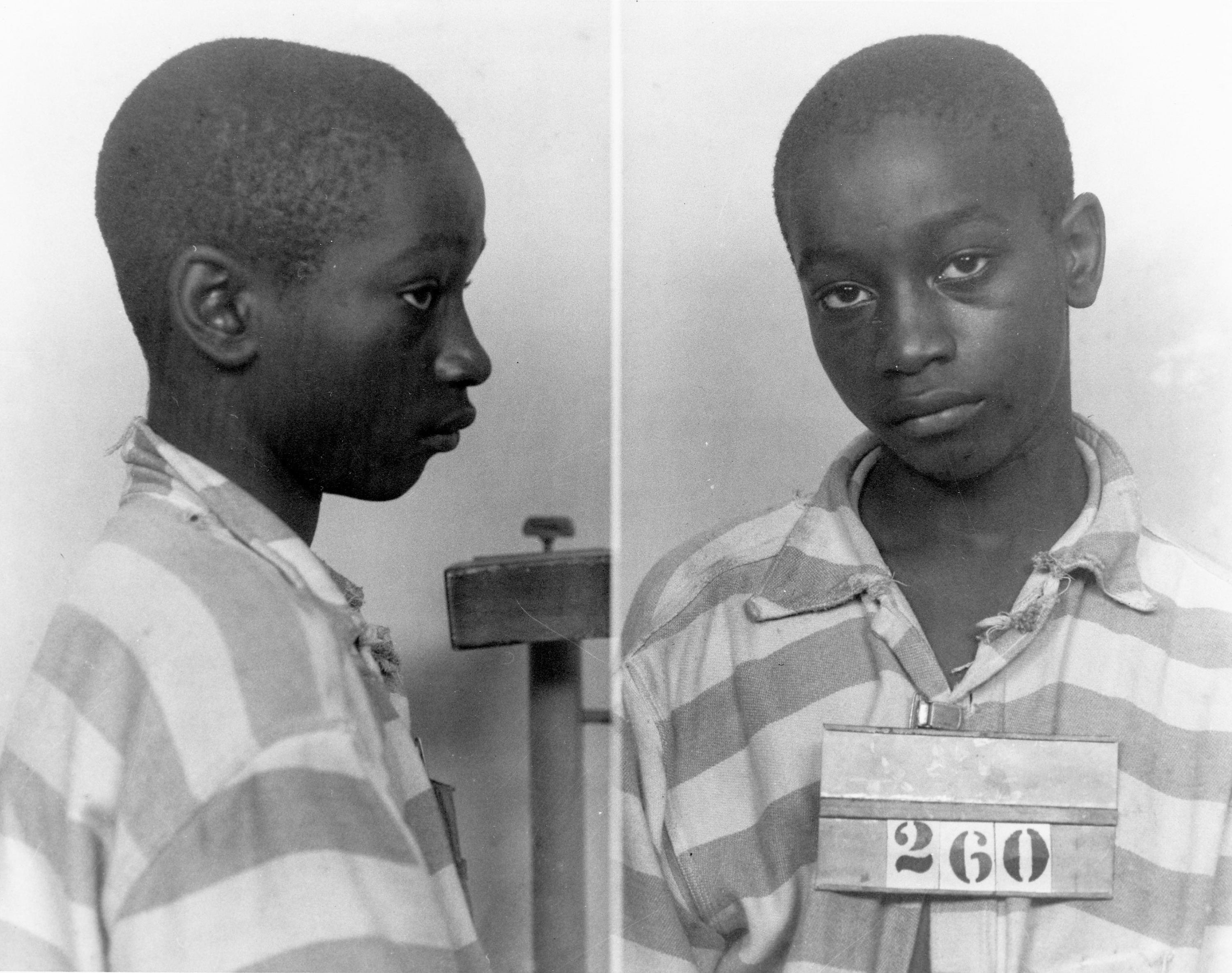
George Stinney

- 1941: Felícitas Sánchez Aguillón, asesina en serie mexicana apodada como "la ogresa de la Roma" (n. 1890)
- 1944: George Stinney, la persona más joven en ser ejecutada en los Estados Unidos (n. 1929).
- 1944: Marc Bloch, historiador francés (n. 1886).
- 1945: Aris Velujiotis, partisano griego (n. 1905).
- 1945: Nikolái Berzarin, militar soviético (n. 1904)
- 1948: Marcel Brillouin, físico y matemático francés (n. 1854).
- 1952: Carlos Alberto Leumann, periodista y poeta argentina (n. 1886).
- 1958: José Pablo Moncayo, compositor y director de orquesta mexicano (n. 1912).
- 1958: Imre Nagy, primer ministro húngaro (n. 1895).

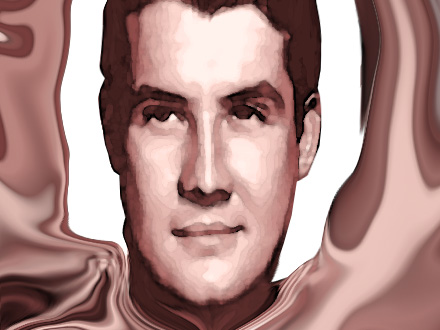
George Reeves

- 1959: George Reeves, actor estadounidense (n. 1914).
- 1963: John Cowper Powys, novelista, ensayista y poeta británico (n. 1872).
- 1967: Reginald Denny, actor británico (n. 1891).
- 1969: Harold Alexander, militar británico (n. 1891).
- 1970: Sydney Chapman, matemático y geofísico británico (n. 1888).
- 1976: Hector Pieterson (n. 1963) y otros 565 estudiantes sudafricanos víctimas del terrorismo de Estado.
- 1977: Wernher von Braun, ingeniero y físico alemán (n. 1912).
- 1979: Nicholas Ray, cineasta estadounidense (n. 1911).
- 1982: James Honeyman-Scott, guitarrista británico, de la banda The Pretenders (n. 1956).
- 1986: Maurice Duruflé, organista y compositor francés (n. 1902).
- 1986: Luisa Sala, actriz de teatro española (n. 1923).
- 1988: Miguel Piñero, actor y dframaturgo portorriqueño (n. 1946).
- 1989: Antonio Román, cineasta español (n. 1911).
- 1990: Gertrude Baniszewski, criminal estadounidense (n. 1929).
- 1990: Eva Turner, cantante lírica británica (n. 1892).
- 1992: Fernando González Bernáldez, ecólogo español (n. 1933).
- 1994: Kristen Pfaff, bajista estadounidense ((n. 1967).
- 1996: Mel Allen, comentarista deportivo estadounidense (n. 1913).
- 1996: Jorge Toriello Garrido, líder civil revolucionario de Guatemala (n. 1908).
- 1999: "Screaming Lord" Sutch (David Sutch, 58), cantautor y político británico (n. 1940).
- 2000: Kojun, emperatriz japonesa (n. 1903).
- 2003: Pierre Bourgault, político quebequense (n. 1934).
- 2003: Georg Henrik von Wright, filósofo finlandés (n. 1916).
- 2004: Thanom Kittikachorn, militar, y dictador tailandés entre 1963 y 1973 (n. 1912).
- 2005: Enrique Laguerre, escritor puertorriqueño (n. 1906).
- 2005: Alex McAvoy, actor escocés (n. 1928)
- 2008: Mario Rigoni Stern, escritor italiano (n. 1921).
- 2009: Peter Arundell, piloto de automovilismo británico (n. 1933).
- 2010: Ronald Neame, cineasta británico (n. 1911).
- 2011: José "Carrao" Bracho, beisbolista venezolano (n. 1928).
- 2011: Carles Navales, sindicalista español (n. 1952).
- 2011: Östen Mäkitalo, ingeniero sueco (n. 1938).
- 2012: Nayef bin Abdelaziz, príncipe saudí (n. 1934).
- 2012: Susan Tyrrell, actriz estadounidense (n. 1945).
- 2013: Ottmar Walter, futbolista alemán (n. 1924).
- 2014: Tony Gwynn, beisbolista estadounidense (n. 1960).
- 2014: Bernarda Seitz, religiosa, escritora, cocinera y presentadora de televisión argentina (n. 1927).
- 2016: Ricardo Rúa, músico argentino (n. 1970).
- 2017: Helmut Kohl, político alemán y Canciller de Alemania entre 1982 y 1998 (n. 1930).[3]
- 2017: John G. Avildsen, director de cine estadounidense (n. 1935)
- 2018: Gennadi Rozhdéstvenski, director de orquesta ruso (n. 1931).
- 2020: Charles Webb, escritor estadounidense (n.1939).
- 2022:Antonio Montero Moreno, obispo católico y periodista español (n. 1928).
- 2022: Artigas Barrios, político uruguayo (n. 1937).
- 2022: Ivonne Haza, soprano dominicana (n. 1938).
- 2022: José Pablo García Castany, futbolista español (n. 1948).
- 2022: Nito Verdera, periodista y piloto de la marina mercante español (n. 1934).
- 2022: Tim Sale, dibujante de cómics estadounidense (n. 1956).
- 2023: Daniel Ellsberg, economista, analista y activista estadounidense (n. 1931).
- 2023: Gino Mäder, ciclista suizo (n. 1997).
- 2023: Alfredo Rojas, futbolista argentino (n. 1937).
- 2024: Marcelo Martorell obispo católico, profesor, filósofo y teólogo argentino. Era el segundo obispo emérito de la Diócesis de Puerto Iguazú (n. 1945).

## Celebraciones
- Día Internacional de la Solidaridad con el Pueblo en Lucha de Sudáfrica.
- Día Internacional de las Remesas Familiares.
- Día Internacional del Niño Africano.
- Día Internacional del Biotecnólogo.
- Día Mundial de las Tortugas Marinas.[4]
- Día Mundial de la Tapa.[5]

 Por países
(Por orden alfabético)
- Afganistán: 
  - Día de Arafat.[6]

- Argentina: 
  - Día del Ingeniero.
En conmemoración de la creación de la Carrera de Ingeniería, lo que se hizo tomando como base el Departamento de Ciencias Exactas en 1865 para mejorarla.[7]

- Irlanda: 
  - Bloomsday.[8]
En honor a Leopold Bloom, protagonista de la novela Ulises del escritor James Joyce.

- Panamá: 
  - Día Nacional del Trovador y Poeta de la Décima Panameña.
Por Decreto N°73, del 6 de noviembre de 1989.

- Sudáfrica: 
  - Día de la Juventud.[9]

### Santoral católico

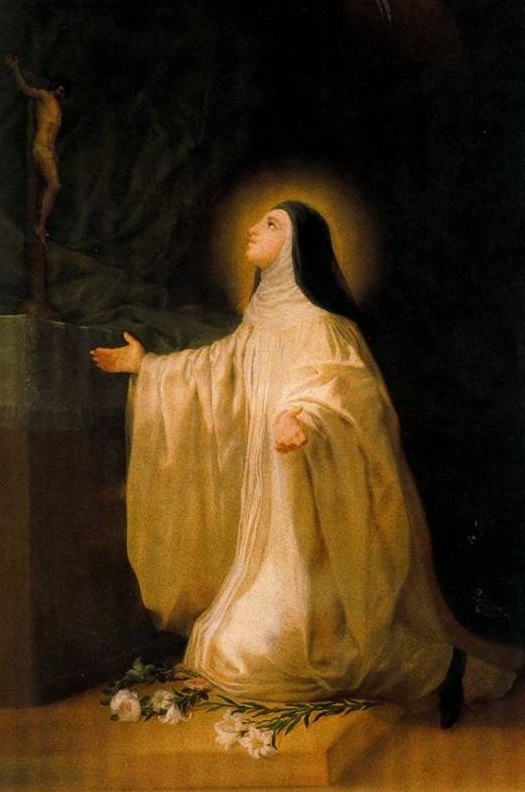
Santa Lutgarda por Goya, 1787.

Festejo del día: San Juan Francisco Regis.
- Santos Quirico y Julita, mártires.[10]
- Santos Ferreol y Ferrucio de Besançon, mártires (s. IV).[10]
- San Similiano de Nantes, obispo (s. IV).[10]
- San Ticón de Amatonte, obispo (s. V).[10]
- Santos Aureo de Maguncia, obispo, Justina, y compañeros, mártires (s. V).[10]
- San Aureliano de Lyon, obispo de Arlés (551).[10]
- San Benón de Meissen, obispo (c. 1106).[10]
- Santa Lutgarda de Aywières, virgen (1246).[10](imagen ilustrativa).
- Santos Domingo Nguyen, Domingo Nhi, Domingo Mao, Vicente Tuong y Andrés Tuong, mártires (1862).

- Beato Cecardo de Carrara, obispo de Luni y Sarzana (860).[10]
- Beato Tomás Reding, mártir (1537).
- Beato Guillermo Greenwood (s. XVI).[10]
- Beato Roberto Salt (s. XVI).[10]
- Beato Antonio Constante Auriel, presbítero y mártir (1794).[10]
- Beata María Teresa Scherer (Ana María Catalina), virgen (1888).

 Por países
(Por orden alfabético)
- Argentina: 
  -  Misiones: 
    - Aniversario de la Diócesis de Puerto Iguazú.[11]
En coincidencia con la fecha de su creación, fallecía su segundo obispo, Marcelo Martorell (hace 1 años).
Fundación: 16 de junio de 1986 (39 años).